# Западина (кастрово-спелеологічний заказник)
Западина — карстово-спелеологічний заказник місцевого значення в Україні.
Розташований в урочищі «Западина», на захід від села Сапогів Борщівської міської територіальної громади Чортківського району Тернопільської області. 

## Опис
Площа — 7 га. Заказник створено рішенням Тернопільської обласної ради від 26 серпня 2022 року № 605 «Про внесення змін та доповнень до мережі територій та об'єктів природно-заповідного фонду місцевого значення».
Заказник створено з метою охорони та збереження більше десяти чітко виражених карстових провалів діаметром 30-100 метрів, різних за глибиною та крутизною схилів. У деяких западинах гіпсові породи та неогенові вапняки виходять на поверхню. На ділянці сформовані багатовидові лучні рослинні угруповання. Тут також зростають види флори, занесені до Переліку рідкісних і таких, що перебувають під загрозою зникнення на території Тернопільської області: гадючник звичайний (Filipendula vulgaris), конюшина гірська (Trifolium montanum). 

## Галерея

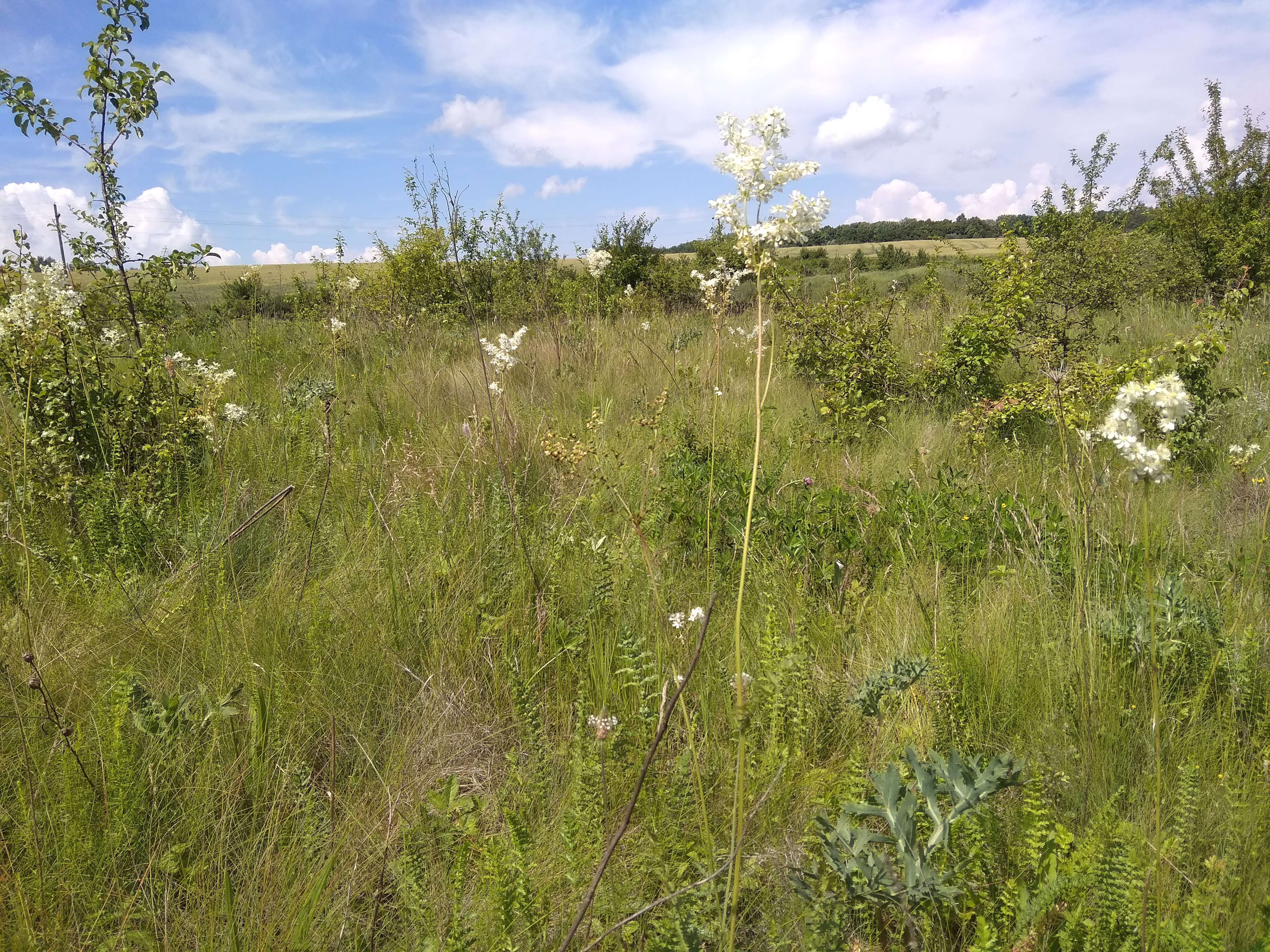
Сапогів. урочище Западини
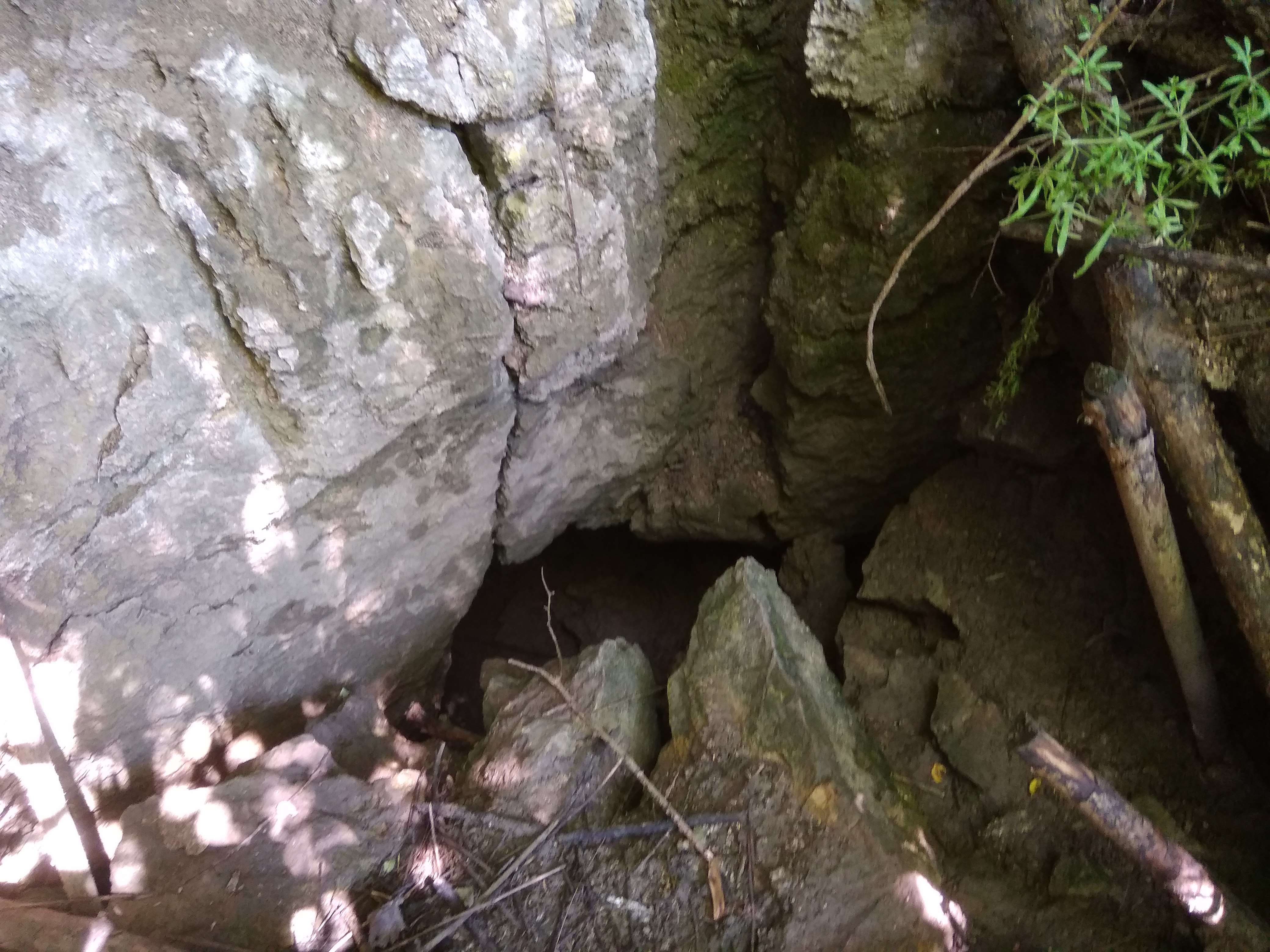
Карстовий провал в ур. Западини